# Rathausbrunnen (Weinböhla)

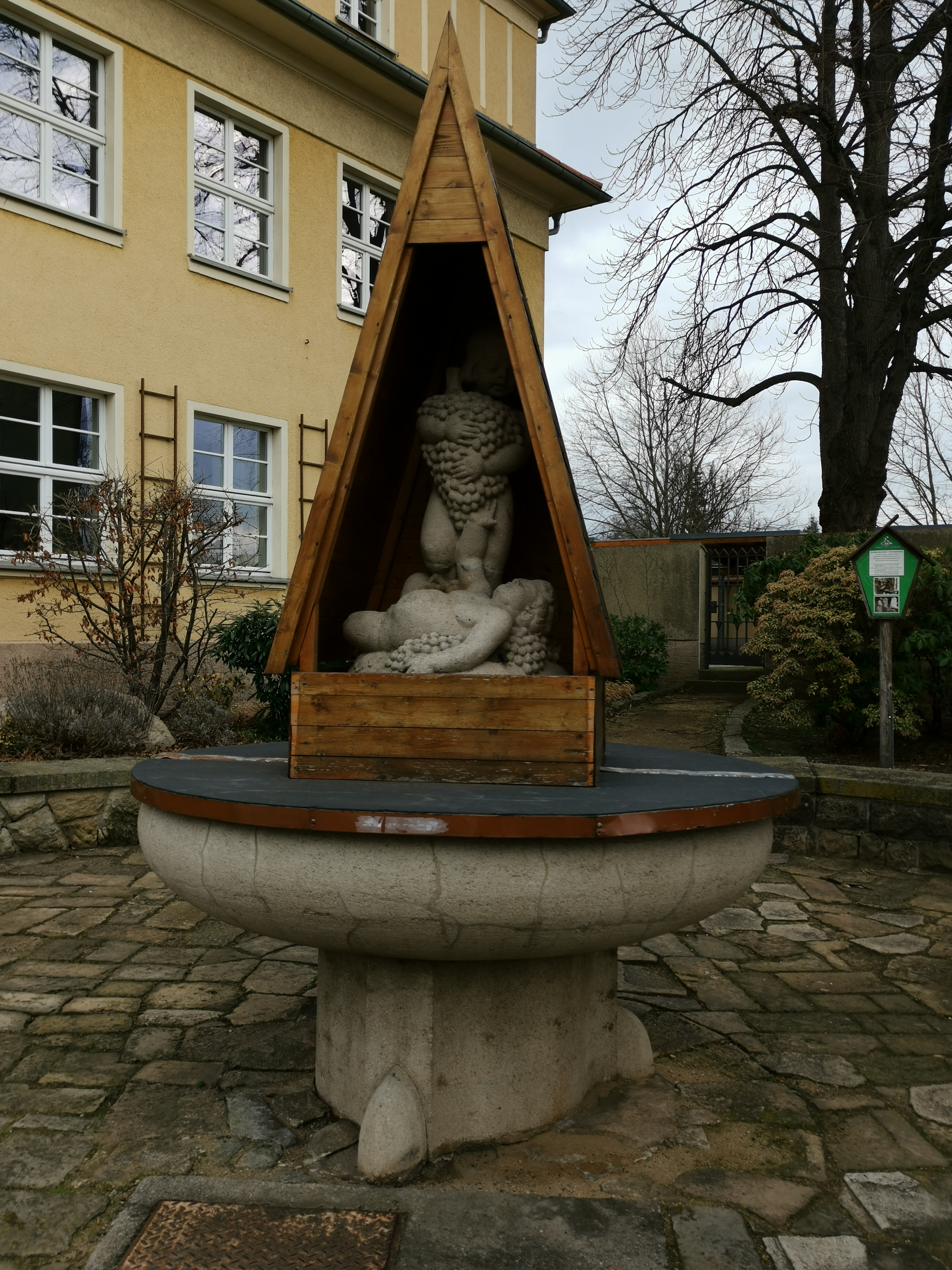
Rathausbrunnen mit Winterschutz

Der Rathausbrunnen, alternativ auch als Knabenbrunnen bezeichnet, ist ein Springbrunnen in der Gemeinde Weinböhla im sächsischen Landkreis Meißen.

## Lage und Beschreibung
Die figürliche Brunnenanlage befindet sich unmittelbar neben dem Rathaus auf dem Rathausplatz. Er zeigt zwei steinerne Putten mit übergroß dargestellten Weintrauben, welche symbolisch den Weinbau in Weinböhla repräsentieren. Der Springbrunnen steht als ortsgeschichtlich und künstlerisch bedeutsames Bauwerk unter Denkmalschutz.

## Geschichte
Der Rathausbrunnen wurde im Jahr 1927 anlässlich der Einweihung des Weinböhlaer Rathauses erbaut. Gleichzeitig entstanden die Figuren „Büttel“ und „Schreiber“ an den Konsolen des Rathausbalkons sowie das steinerne Stadtwappen über dem Eingangsportal. Den Entwurf der Anlage fertigte der ortsansässige Bildhauer Friedrich Martin Kluth (1868–1949), ausgeführt wurde die Skulptur durch den Bildhauer und Steinmetz Karl Rudolf Otto Müller (1880–1966), ebenfalls aus Weinböhla.